# Symphonie no 15 de Michael Haydn
Pour les articles homonymes, voir Symphonie no 15.
La Symphonie no 15 en ré majeur, Perger 41, Sherman 15, MH 150, est une symphonie de Michael Haydn, qui a été probablement composée à Salzbourg après 1771.

## Analyse de l'œuvre
La position du Menuet (en seconde position) est inhabituelle dans les symphonies de Michael Haydn.
Elle comporte quatre mouvements :
1. Allegro spiritoso, en ré majeur
2. Menuet et Trio (le Trio en la majeur)
3. Andante, en sol majeur
4. Presto assai

Durée de l'interprétation : environ 14 minutes.

## Instrumentation
La symphonie est écrite pour 2 hautbois, 2 bassons, 2 cors et les cordes.